# Alauda József
Alauda József (egyes forrásokban Aluda; eredeti nevén Lerch József, szlovákul: Jozef Alauda; Lőcse, 1610 körül – Lőcse, 1664. december 14.) magyar tanító, konrektor, író, költő, filozófus, csillagász, szenátor, bíró, „a lőcsei polihisztor”. Egyetemi tanulmányait Wittenbergben végezte csillagászként, később Lőcsén volt királyi tanácsos és szenátor, majd bíró. Iskolai tanítóként és prorektorként is dolgozott szülővárosában. Számos lakodalmi és gyászverse jelent meg. Jókai Mór róla mintázta A lőcsei fehér asszony című művének egyik szereplőjét. Szepességi szász származású volt.

## Élete és munkássága
Alauda József 1610 környékén született a Felvidéken található Lőcse városában, mely napjainkban Szlovákia területén helyezkedik el. Családja német származással rendelkezett, és a lutheránus vallás követője volt. Iskolai tanulmányait szülővárosában, Lőcsén végezte el, majd 1628 és 1630 között a Wittenbergi Egyetem csillagászati szakának keretei közt folytatta tanulmányait. Egyetemi éveinek idejéről összesen három, két 1629-es és egy 1630-as keltezésű disszertáció fűződik a nevéhez. Ezek közül az egyik legismertebb és a szakirodalomban leggyakrabban idézett desputációja a Disquisitio astronomica secnunda de maculis lunae címet viseli. Az 1629-ben megírt munkát Valentino Kinlenio (Valentinus Kinlenius) adjunktus elnöklete alatt írta, és egy természettudományokhoz tartozó témakörrel – az úgynevezett holdtengerekkel, vagyis a Hold felszínén megtalálható foltokkal – foglalkozott benne. Az intézményben akkoriban szokásban voltak a diákok üdvözlőversei, így Kemmel János későbbi evangélikus lelkész és tanár 1659-ben mások – Böhm Kristóf, Zabeler Jób, Németh Ferenc, Croner János és Ammon Jeremiás – mellett Alauda Józsefnek ajánlotta Decas Thesium Illustrium Ex Philosophiâ naturali, Quam In illustri Wittembergensi, Praeside Viro Plurimum Reverendo, Amplissimo atque Excellentissimo című feleletét.
Miután hazatért Wittenbergből, visszament szülővárosába, és ott tanított 1630 és 1641 között, miközben iskolai konrektorként munkálkodott. Ezzel a munkával párhuzamosan a Thököly család fiatal grófjainak a nevelője volt. Ő volt Thököly István (1623–1670) későbbi felvidéki nagybirtokosnak a nevelője is, aki az 1657 és 1705 között élt Thököly Imrének,  a Wesselényi Ferenc nádor által szervezett Habsburg-ellenes összeesküvés résztvevőjének, a kuruc hadvezérnek és erdélyi fejedelemnek az édesapja volt. Továbbá ő nevelte István féltestvérét, Thököly Zsigmondot (1618–1678) is. A helyi közéletben fontos szerepet töltött be. Ezt a tényt bizonyítja, hogy 1641-ben megválasztották Lőcse városi tanácsosának és szenátorának. 1655-től a település bírói tisztségét is ő látta el.
Alauda József számos tudományos és művészeti ágban volt járatos, ennek köszönhetően kapta „a lőcsei polihisztor” ragadványnevet. Egyebek mellett költőként is ismert volt. Több latin nyelvű alkalmi versnek volt a szerzője, ezen munkái kéziratban maradtak fenn. Elsősorban lakodalmi verseket költött, viszont több gyászvers is a nevéhez fűződik. Lakodalmi költeményei közül az egyik legismertebb a geográfus, csillagász, matematikus, orvos tanár és teológus Frölich Dávidnak (1595–1648), valamint ifjú arájának szóló vers. 1634-ben köszöntőverset írt Luther Márton katekizmusának Pribiš Dániel által szlovén nyelvre lefordított és megjelentetett kiadásába, melynek csatolmányában elmélkedések, valamint egy imádságos- és énekeskönyv is megtalálható volt. Négy évvel később szintén egy köszöntőkölteményt írt Cebani Ábrahám evangélikus vallási költeményt tartalmazó kiadványába, amely többek között szentírási idézetekkel, előhanggal és magyarázatokkal is ki volt egészítve. Alauda József 1664. december 14-én, körülbelül ötvennégy éves korában hunyt el szülővárosában. Síremléke a lőcsei evangélikus műemléktemetőben található.

## Magánélete
Eredeti vezetékneve a Lerch volt, ez is utal cipszer – más néven szepességi szász – származására. Később az Alauda József nevet vette fel, ez a neve több hivatkozásban is hibásan Aluda formában szerepel. Keresztnevét – József – az akkor érvényben levő szokásnak megfelelően a latinos hangzású Josephus formában használta. A szlovák nyelven íródott életrajzi forrásokban neve Jozef alakban található meg. Annak a kultúrkörnek a tipikus képviselője volt, ami a német származással rendelkező, evangélikus vallású, valamint az átlagos magyarországi viszonyokhoz képest a polgárosodáson jóval korábban átesett társadalmi réteghez tartozik.
Családtagjai köréből mindössze lányáról,  Alauda Zsuzsannáról maradt fenn hiteles forrás. Az ő férje Günther András (1634–1709) evangélikus lelkész volt, akivel 1663-ban kötött házasságot. Günther a Szepes vármegyei – ma Szlovákiához tartozó – Maldur falujában született 1634-ben. Tanulmányait Sárospatakon, Sátoraljaújhelyen, majd a wittenbergi és a jénai egyetemen folytatta. Szepesolaszi és Káposztafalva településeken töltött be evangélikus lelkészi tisztséget. Később a protestánsüldözések következtében a szászországi Lipcse városába menekült el, majd mint fődiakónus szolgált Naumburgban. Az írott források Alauda József életének idejéről – úgyszintén felvidéki területen – több olyan embert is említenek, akik hasonló vezetéknévvel, illetve keresztnévvel rendelkeztek. Ezek között vannak a következő személyek: Alauda József (Iosephi) kisszebeni iskolarektor, Alauda Bertalan (Bartholomaeus) lőcsei evangélikus lelkész és a német nyelvű gyülekezet adminisztrátora, valamint Alauda Mihály (Michaele). Egyikükkel kapcsolatban sem állapítható viszont már meg az Alauda Józseffel való rokonság ténye vagy foka.

## Hatása
Jókai Mór (1825–1904) regényíró valószínűleg az ő alakjáról mintázta az 1885-ben kiadott A lőcsei fehér asszony című regényében szereplő egyik karaktert, Alauda bírót. A szerző a munka A kétfejű gyermek – Az irámszarvas és a százszorszép asszony címet viselő III. fejezetében így ír a művében szereplő Alaudáról: „Ahol van ni! Már fogott is egy áldozatot Alauda uram. (Ez a bírónak a neve.) […] Alauda uram ellenben alacsony, széles termetű férfi, kinek a természet azt a sajátságot adta, hogy a fejét úgy tudja a vállai között forgatni, mintha srófon járna. A bírói pálcának az aranygombjára ha felteszi a kezét, hát akkor a keze magasabban van, mint a feje. Két hegyes bajusza, mint a vasvilla, mint a syllogismus comutus szorítja sarokba az embert; s mikor az egyik szemöldökét felhúzza, a másikat pedig lehúzza, az előérzetet nyújt arról, hogy milyen lehet a kínvallató pad?”

## Művei
- Decas questionum, parti metaphysicarum, partim logicarum – disszertáció. Wittenberg, 1628/29.
- Disquisitio astronomica secnunda de maculis lunae – disszertáció. Wittenberg, 1629.
- Collegii logici disputatio VIII. de forma argumentandi – disszertáció. Wittenberg, 1629.
- In solemnitatem nuptiarum… – Horváth Márknak Máriássi Zsófiával történt egybekelésére irt versek. Lőcse, 1653.